# Inwardleigh
Inwardleigh – wieś i civil parish w Anglii, w Devon, w dystrykcie West Devon. W 2011 civil parish liczyła 491 mieszkańców. Inwardleigh jest wspomniana w Domesday Book (1086) jako Lege/Lega.